# Saritschtschja (Berdytschiw)
Saritschtschja (ukrainisch Заріччя; russisch Заречье Saretschje, polnisch Bałamutówka) ist ein Dorf im Süden der ukrainischen Oblast Schytomyr mit etwa 2100 Einwohnern (2001).

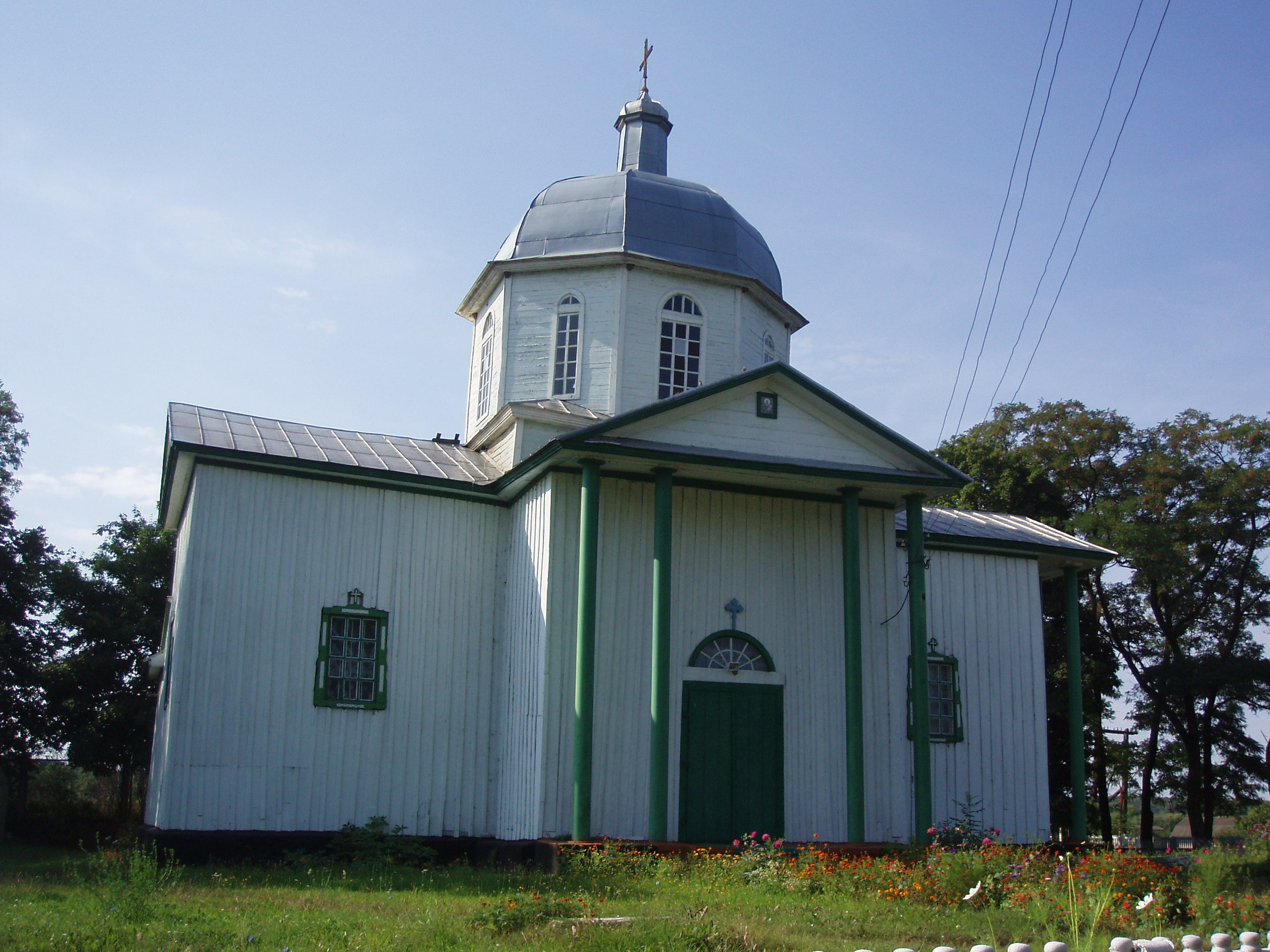
Die Paraskewska-Holzkirche in Saritschtschja

In Saritschtschja befindet sich die Paraskewska-Kirche, eine 1740 erbaute Holzkirche.
Die Ortschaft liegt auf einer Höhe von 217 m am Ufer der Rostawyzja, einem 116 km langen, linken Nebenfluss des Ros. Am gegenüberliegenden Ufer liegt das Gemeindezentrum Ruschyn, das Oblastzentrum Schytomyr befindet sich 83 km nordwestlich von Saritschtschja.
Durch das Dorf verläuft die Territorialstraße T–06–06.
Am 12. Juni 2020 wurde das Dorf ein Teil der neugegründeten Siedlungsgemeinde Ruschyn, bis dahin war es ein Teil der Siedlungsratsgemeinde Ruschyn im Zentrum des Rajons Ruschyn.
Am 17. Juli 2020 kam es im Zuge einer großen Rajonsreform zum Anschluss des Rajonsgebietes an den Rajon Berdytschiw.

## Söhne und Töchter der Ortschaft
- Walentyna Semenjuk (1957–2014), ukrainische Ökonomin und Politikerin